# Динофелисы
Динофе́лисы (лат. Dinofelis, от др.-греч. δεινός «ужасный» и лат. felis «кошка») — вымерший род саблезубых кошек. Обитали в Африке, Европе, Азии и в Северной Америке с раннего плиоцена по ранний плейстоцен.

## Описание
По размерам занимал промежуточное положение между леопардом и львом. Достигал в высоту 70 см и весил до 120 кг. При этом самый первый найденный экземпляр имел предположительную массу в 31,4 кг, а второй — уже 87,8 кг.
Останки динофелиса были обнаружены в Южной Африке рядом с многочисленными костями австралопитеков: это привело к выводу, что динофелисы охотились на гоминидов. Также их кости находили рядом с черепами парантропов. Вымирание этих кошек совпадает с началом ледникового периода.

## Палеоэкология
Охотился на антилоп, свиней, лошадей и австралопитеков. Кусал добычу в шею, так как это самое уязвимое место. Особенно сильными были лапы динофелиса. Они помогали плотно прижимать пойманное животное к земле и наносить ему раны острыми когтями. Быстро бегать этот хищник не мог, а потому затрачивалось много времени на скрадывания жертв. Убитую жертву динофелис уносил в какое-нибудь безопасное место (например, в пещеру или на дерево), где ему не могли помешать другие хищники.

## В популярной культуре
Динофелис был показан в четвёртом эпизоде научно-популярного сериала «Прогулки с чудовищами» во время охоты на группу австралопитеков. Также он много раз показывался маскирующимся в высокой траве или сидящим на деревьях. Описан был как специализированный охотник на гоминид, «убийца австралопитеков».